# Anne Delaflotte Mehdevi
Anne Delaflotte Mehdevi, rodným jménem Anne Delaflotte (* 1967, Auxerre, Francie) je francouzská spisovatelka, knihařka a podnikatelka. V letech 1993–2011 žila v Praze, kde s manželem Alexanderem Mehdevim provozovala v Praze 2, Mánesově ulici č. 79 knihkupectví se zahraniční literaturou U knihomola.

## Život
Narodila se v roce 1967 ve francouzském městě Auxerre v Burgundsku a vyrůstala poblíž Saint-Sauveur-en-Puisaye (rodiště spisovatelky Colette). V mládí se věnovala hudbě a zpěvu a studovala hru na klavír. Vystudovala mezinárodní právo a diplomacii v Paříži a pobývala na šestiměsíční stáži v New Yorku, kde se seznámila se svým manželem, budoucím spisovatelem Alexanderem Mehdevim, Američanem se španělskými kořeny. V roce 1993 se za ním přestěhovala do Prahy, kde v roce 1994 otevřeli v Mánesově ulici na pražských Vinohradech knihkupectví s cizojazyčnou literaturou U knihomola. Později knihkupectví rozšířili ještě o kavárnu a galerii. Anne Delaflotte Mehdevi se v Praze vyučila knihařskému řemeslu, pomáhala svému manželovi v začátcích jeho podnikání a postupně porodila a vychovala tři syny, kteří vyrůstali v Praze a navstěvovali české školy. Později se začala věnovat literární tvorbě, za kterou obdržela řadu ocenění; její knihy byly přeloženy do němčiny, italštiny, nizozemštiny a slovenštiny. První román La relieuse du gué vyšel v roce 2008 ve francouzském vydavatelství Gaïa a v roce 2011 ve slovenském překladu s názvem Knihárka z Bergeracu v nakladatelství Slovart. Z korespondence, kterou si vyměňovala po dobu pražského pobytu s kamarádkou, českou spisovatelkou Lenkou Horňákovou-Civade, provdanou za Francouze a žijící v Provence, vznikla kniha Prioritaire/Priority Praha – Paříž, kterou v češtině vydalo v roce 2013 nakladatelství Lidové noviny a o rok později pod názvem Entre Seine et Vltava vydalo ve francouzštině nakladatelství Non Lieu. V roce 2011 se s rodinou přestěhovala do Francie, do města Manosque v Provence, kde žije a tvoří.

## Dílo

## Ocenění (výběr)
- 2009 Prix du premier roman du Rotary Club Cosne-Sancerre[3]
- 2013 Prix Lire Élire de Culture et Bibliothèques pour Tous Nord Flandre